# 2nd Chapter of Acts
2nd Chapter of Acts war eine christliche Popgruppe. Sie bestand aus den Schwestern  Annie Herring und Nelly Ward Greisen und ihrem Bruder Matthew Ward.  Sie begannen 1972 zusammen Musik zu machen und Konzerte zu geben. Ihre größten Erfolge hatten sie in den Jahren 1975–1980. Die Gruppe löste sich 1988 auf.

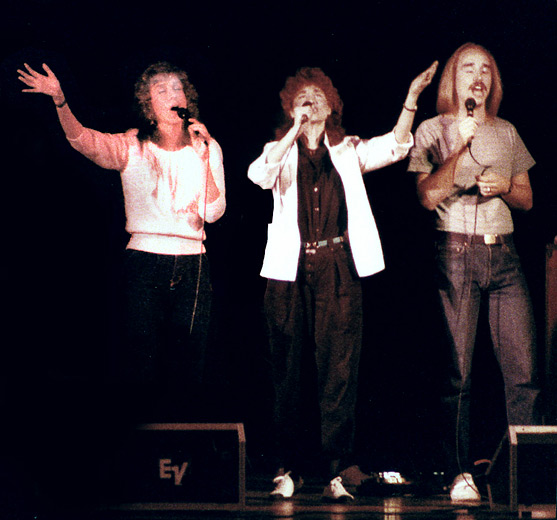
2nd Chapter of Acts, 1985

1968 starb die Mutter und 1970 der Vater der neun Geschwister Ward. Die beiden jüngsten Matthew (* 1958) und Nelly (* 1956) wurden von der bereits verheirateten Schwester Annie und ihrem Mann Buck Herring aufgenommen. Annie spielte Klavier und komponierte und schrieb Lieder, die die Geschwister zusammen sangen. Da Buck Herring als Toningenieur und Produzent arbeitete, ergaben sich bald Kontakte zu anderen Sängern und Musikern. Pat Boone ermöglichte den Geschwistern zwei Singles herauszugeben: „Jesus is“ (1972) und „I’m So Happy“ (1973). Die drei gaben sich nun den Namen 2nd Chapter of Acts (zweites Kapitel der Apostelgeschichte). Auf den zwei ersten christlichen Alben des Sängers Barry McGuire, die Buck Herring produzierte, sangen sie als Backgroundchor mit.
Das erste eigene Album With Footnotes produzierten sie 1974. Der darauf erhaltene Easter Song wurde zu ihrer Erkennungsmelodie und wurde von vielen anderen Künstlern gecovert. 1975 erschien das vielbeachtete Live-Doppelalbum To the Bride von Barry McGuire, 2nd Chapter of Acts und  „a band called David“. Mehrere Tourneen zusammen mit McGuire folgten.
1976 erschien das erste Soloalbum von Annie. Im Sommer 1977 gaben 2nd Chapter mehrere Konzerte zusammen mit Phil Keaggy, dabei wurde das Live-Dreifachalbum How the West Was One aufgenommen, das eines der meistverkauften christlichen Alben der 1970er Jahre wurde.
1988 gaben sie ihr Abschiedskonzert in Houston, Texas.
1999 wurden sie von der Gospel Music Association in die Gospel Music Hall of Fame aufgenommen.

## Diskografie
- With Footnotes  (1974)
- In The Volume Of The Book (1975)
- To The Bride mit Barry McGuire und „a band called David“ (1975)
- How The West Was One mit Phil Keaggy und „a band called David“ (1977)
- Mansion Builder (1978)
- Roar Of Love (1980), Konzeptalbum nach dem Buch Der König von Narnia
- Rejoice (1981)
- Encores (1981) (Eine Zusammenstellung aus den ersten beiden Alben)
- Singer Sower (1983)
- Together Live mit Michael and Stormie Omartian (1983)
- Night Light (1985)
- Hymns (1986)
- Far Away Places (1987)
- Hymns 2 (1988)
- Hymns Instrumental (1989)
- 20 (1992) Eine Best of Zusammenstellung